# Zewditu Aderaw
Zewditu Aderaw (* 29. März 1996) ist eine äthiopische Leichtathletin, die sich auf den Langstreckenlauf spezialisiert hat.

## Sportliche Laufbahn
Erste internationale Erfahrungen sammelte Zewditu Aderaw Afrikaspielen 2024 in Accra, bei denen sie in 1:14:40 h die Silbermedaille im Halbmarathon hinter der Südsudanesin Loliha Atalena gewann.

## Persönliche Bestzeiten
- 10-km-Straßenlauf: 32:06 min, 13. August 2023 in Guadalajara
- Halbmarathon: 1:07:38 h, 26. März 2023 in Madrid